# Freedom Ship
La Freedom Ship (Nave della libertà) è un progetto di nave di tipo "città galleggiante", proposto alla fine degli anni novanta. La nave, che in realtà è un insieme di tante chiatte collegate, ha ricevuto questo nome perché potrebbe facilitare e rendere più "libero" lo stile di vita dei passeggeri, in grado di viaggiare e allo stesso tempo lavorare/svagarsi.
Il progetto della Freedom Ship prevede una città vera e propria , lunga più di un chilometro e con necessità di trasporto rapido, comprendente alloggiamenti a condominio per 50 000 persone , una pista d'atterraggio per accogliere aeroplani a turboelica, duty-free shop, casinò e altri servizi. La nave avrebbe dovuto circumnavigare il globo, facendo sosta in alcuni porti significativi.

## Costruzione
Nonostante la copertura mediatica iniziale sul settimanale di attualità Weekend Edition della National Public Radio e sul documentario Ingegneria estrema di Discovery Channel, il progetto non ha visto sviluppi rilevanti. Nonostante si fosse stabilito come anno di varo il 2001, all'inizio del 2025 la costruzione della Freedom Ship non è ancora iniziata. 
La Freedom Ship International aveva stimato nel 1999 un costo di costruzione netto di 6 000 000 000 €. Tuttavia, nel 2002 la stima crebbe a 11 000 000 000 €. L'ultimo aggiornamento sul sito della società, nel luglio del 2008, fu un comunicato stampa che spiegava le difficoltà di ottenere un sostegno finanziario affidabile e da allora non furono mai pubblicati gli eventuali nomi degli sponsor. 

## Progetti simili
Con numerosi altri progetti simili, come il ResidenSea, si è tentato di "colonizzare il mare" allo stesso modo, mantenendo però sempre lo stile di nave convenzionale. In fatto di flessibilità economica e "libertà" che queste opere danno, viene da pensare che esse siano la realizzazione del concetto di Città Mobile all'avanguardia del 1964 (retro-futurismo) di Ron Herron, del gruppo Archigram.
Il Seasteading è un progetto simile.